# Kadarsanomys sodyi
Kadarsanomys sodyi är en däggdjursart som först beskrevs av Bartels 1937.  Kadarsanomys sodyi är ensam i släktet Kadarsanomys som ingår i familjen råttdjur. IUCN kategoriserar arten globalt som sårbar. Inga underarter finns listade i Catalogue of Life. Arten är nära släkt med vanliga råttor (Rattus) och listas därför i Rattus-gruppen inom underfamiljen Murinae.
Artepitetet i det vetenskapliga namnet hedrar zoologen Henri Jacob Victor Sody.
Denna gnagare förekommer bara i en cirka 1000 meter hög bergstrakt på västra Java. Arten upptäcktes i en skog med bambu som undervegetation.
Kadarsanomys sodyi blir 18 till 21 cm lång (huvud och bål) och har en 26 till 31 cm lång svans. Pälsen har på huvudet och ryggen en mörkbrun färg. Kroppens sidor och kinderna är blekare till gråbrun och buken är vitaktig. Den hårlösa bruna svansen är täckt av fjäll. Arten har breda fram- och bakfötter. Den liknar främst arten Lenothrix canus men har kortare öron, annan färgsättning och en avvikande skalle.
Individerna gnager hål i bambustjälkar och bygger där bon av blad. En upphittad hona hade fyra ungar.